# Fraunhofer-Einrichtung für Individualisierte und Zellbasierte Medizintechnik
Die Fraunhofer-Einrichtung für Individualisierte und Zellbasierte Medizintechnik (IMTE) mit Sitz in Lübeck gehört zur Fraunhofer-Gesellschaft. Die Aktivitäten der Einrichtung sind der angewandten Forschung und Entwicklung in der Medizintechnik, Zelltechnik, Aquakultur und Lebensmitteltechnologie zuzuordnen.

## Geschichte
Die Einrichtung ist Anfang 2008 unter dem Namen Fraunhofer-Einrichtung für Marine Biotechnologie EMB gegründet worden und ist aus der 2004 initiierten Arbeitsgruppe „Zelldifferenzierung & Zelltechnologie“ an der Universität zu Lübeck entstanden, die dort vom Fraunhofer-Institut für Biomedizinische Technik etabliert wurde. Grundlage dieser Entscheidung waren Forschungsergebnisse im Bereich der adulten Stammzellforschung, die an der Universität zu Lübeck gewonnen wurden und als Grundlage für neue Therapien verwendet werden können. Die Gründung des EMB geht somit auf eine Initiative der Universität zu Lübeck und ihres Altrektors Alfred X. Trautwein, seines Nachfolgers Peter Dominiak sowie des Gründungsdirektors des Fraunhofer IBMT, Klaus Gersonde und seines Nachfolgers Günter R. Fuhr zurück.
Im Jahr 2020 wurde die Einrichtung im Rahmen einer Förderung durch das Land Schleswig-Holstein neu ausgerichtet und firmiert seitdem unter neuem Namen. Im Jahr 2022 wurde die Gesellschaft für Marine Aquakultur in das Fraunhofer IMTE integriert.

## Infrastruktur
Die Einrichtung befindet sich in einem Neubau im Lübecker Hochschulstadtteil neben dem Campus der Universität zu Lübeck und der Technischen Hochschule Lübeck. Es stehen Labore für die Zelltechnik, Anlagen für die Aufzucht aquatischer Lebewesen sowie eine breite Palette von Anlagen für die Additive Fertigung bereit. Mit dem Lübeck Innovation Hub for Robotic Surgery (LIROS) steht auch ein OP-Saal für die automatisierte Auswertung, Optimierung und Personalisierung von Trainings zur Verfügung.

## Kooperationen
Im medizinischen Bereich arbeitet das IMTE mit der Universität zu Lübeck und dem Universitätsklinikum Schleswig-Holstein zusammen. Die Zusammenarbeit mit der Technischen Hochschule Lübeck fokussiert vor allem auf den anwendungsorientierten industriellen Bereich. Neben akademischen Kooperationen entwickelt das IMTE zu den oben genannten Themen Technologien und Produkte im Industrieauftrag.
Das Fraunhofer IMTE ist Mitglied im Fraunhofer-Verbund Gesundheit. In diesem Verbund sind die biologischen, biomedizinischen, pharmakologischen und toxikologischen Kompetenzen von sechs Fraunhofer-Instituten gebündelt.

## Jährliche wissenschaftliche Veranstaltungen
- Additive Manufacturing Meets Medicine